# Kate Christensen
Pour les articles homonymes, voir Christensen.
Kate Christensen, née le 22 août 1962 , est une écrivain américaine.

## Biographie
Elle obtient le PEN/Faulkner Award en 2008 pour The Great Man.

## Œuvres traduites en français
- Cafard, vertiges et vodkas glace [«  In the Drink »], trad. de Christine Barbaste, Paris, Éditions Belfond, 2000, 334 p.  (ISBN 2-7144-3709-5)